# Roghayeh bint al-Husayn
Roghayeh est la fille de Hussein ibn Ali, sa mère s’appelait Om Esagh, et était considérée comme une femme vénérable et vertueuse. l’âge de Roghayeh  lors de son martyre était de trois ou quatre  ans . Hussein ibn Ali aimait beaucoup sa fille. Elle avait trois frères s'appelant Ali Zayn al-Abidin, quatrième Imam des Chiites,  Ali al-Akbar ibn Husayn et Ali al-Asghar ibn Husayn. Son nom dérive de «roghi» signifiant «s’élever» et «progrès»,  bien que son vrai nom ait été «Fatima»,.

## AprèsAchoura
Après les événements de Ashoura mère et enfants furent capturés, et emmenés de force, et subirent des persécutions et tourments physiques et spirituels, de Karbala à Koufa, de Koufa à Damas.
Roghayeh fut confrontée à de terribles épreuves : chaleur intense, soif,  vision sur le champ de bataille du martyre de ses parents ; deuil...

## Décès
Son père lui manquait beaucoup. Elle était triste, pleurait et voulait voir son père. Chaque fois qu'on essayait de la calmer, elle  pleurait de plus belle. Un jour, Yazid entendit sa voix et demanda la raison, on lui dit: « C’est la petite fille de Hussein ibn Ali. Elle demande son père en pleurant et criant.» il ordonna qu'on lui apporte la tête de son père, on la lui montra, couverte d’une serviette. Elle leur dit: « Ô vous, j’ai demandé mon père et pas de quoi manger.» Ils répondirent: « Voici ce que tu voulait, c'est la tête de ton père.» Elle leva la tête et la serra contre sa poitrine et commença à lui parler “Ô père, qui t’a couvert de tes sangs? Qui t’a coupé le cou? Ô père, qui m’a rendu orpheline étant toute petite ?”Puis elle tomba évanouie. on essaya de la bouger mais elle était déjà morte,,,.
De nombreux ouvrages en persan et en arabe sont écrits sur Roghayeh, fille de Hussein ibn Ali. Mohammad Mohammadi Eshtehardi est l'un des auteurs.